# 第106師團
106师团(だいひゃくろくしだん)為大日本帝國陸軍師團之一。建立於中国抗日战争期间屬乙种师团。

## 簡介
106師團於1938年（昭和13年）5月15日編成。
兵源由駐留於日本的第6師團人員為核心，隨後編入華中方面軍調派前往華中，在當地進行訓練整補後編入第11軍參加武漢會戰；剛投入武漢會戰的1938年6月20日，第106師團定員人數為23,440人，經歷過長期激烈戰鬥的大量消耗之後，即便曾經接收補充人員1,818人（第106師團在消耗慘重的情形之下，日軍本土留守單位也只能給予1,818名補充人員，補充後該師團定員之缺額依舊甚多，足見武漢會戰日軍作戰傷亡消耗極其嚴重，以至使補充人員供不應求），到了9月30日萬家嶺戰役前夕第106師團定員依舊僅存15,889人，可見在萬家嶺戰役之前第106師團就已有9,369人從定員中除名，這9,369名第106師團定員除名者很有可能絕大多數是因為戰死與傷重後送回國而被除名（輕傷現地住院與傷病康復歸隊者應不包括在內），可見該師團在萬家嶺戰役前即遭遇重大打擊。由於迷路因此被國民革命軍引入萬家嶺週邊的山岳地帶差點慘遭圍殲，後因第27師團以及101師團支援，僅剩餘1500人，勉強逃過全師團遭殲滅的命運。
此次重創之後進行將近半年的整補後參加1939年（昭和14年）3月20日的南昌會戰；此戰役中與101師團及重炮兵第6旅團共同參予了作戰初期的修水會戰，兩個師團以及一個炮兵旅團共250門火炮成功的帶給國民革命軍沉重的打擊。
南昌會戰後，106師團預計調回本土；在調回本土前最後被派遣到華南地區，參加第一次長沙會戰，後於12月20日編入第21軍進行汕頭地區的掃蕩作戰。
1940年3月9日解散，裝備補充至其它部隊，4月此師團番號正式廢止。下轄聯隊雖然在1940年也跟著解編，但是在1941年再度重編，納入其它部隊編制中。

### 歴代師団長
- 松浦淳六郎中將：昭和13年5月16日 - 昭和14年5月19日
- 中井良太郎中將：昭和14年5月19日 - 昭和15年3月9日

### 部隊編制
- 師團司令部（人員340、馬匹165、汽車2輛、附側車機車2輛）
- 步兵第111旅團，旅長山地亙少將（人員7103、馬匹874）
  - 步兵第113聯隊（熊本）（联队长：田中圣道大佐，在万家岭被击毙）全隊覆沒
  - 步兵第147聯隊（都城）園田良夫大佐
- 步兵第136旅團，青木成一少將
  - 步兵第123聯隊（鹿兒島）木島袈裟雄大佐繼任(飯野賢十陸軍少將（追）第106師團第123聯隊長 1939.3.22 南昌万家岭戰死)
  - 步兵第145聯隊（大分）（联队长：长市川大佐）
- 騎兵第106聯隊（人員451、馬匹431）
- 野砲兵第106聯隊（人員1922、馬匹1508、野砲36門）（聯繫澄田炮兵少將 ,繼任:国贺大佐）
- 工兵第106聯隊（人員672、馬匹99）茶村秀男中校
- 輜重兵第106聯隊（人員1898、馬匹1451）
- 師團通信隊（人員246、馬匹45）
- 師團衛生隊（人員1095、馬匹128）
- 師屬野戰醫院（人員951、馬匹304）
- 師屬修械勤務隊（汽車1輛、卡車8輛、武器修理車1組、軽修理汽車1組）

### 作战经历
1938年參加武漢會戰，奉第11軍軍長冈村宁次命令在万家岭一带穿插，被薛岳部成功围歼其大部，即万家岭大捷。

1939年，補充重建後，參加南昌會戰、第一次長沙會戰

## 相關項目
- 大日本帝國陸軍師團列表